# Chōzuya

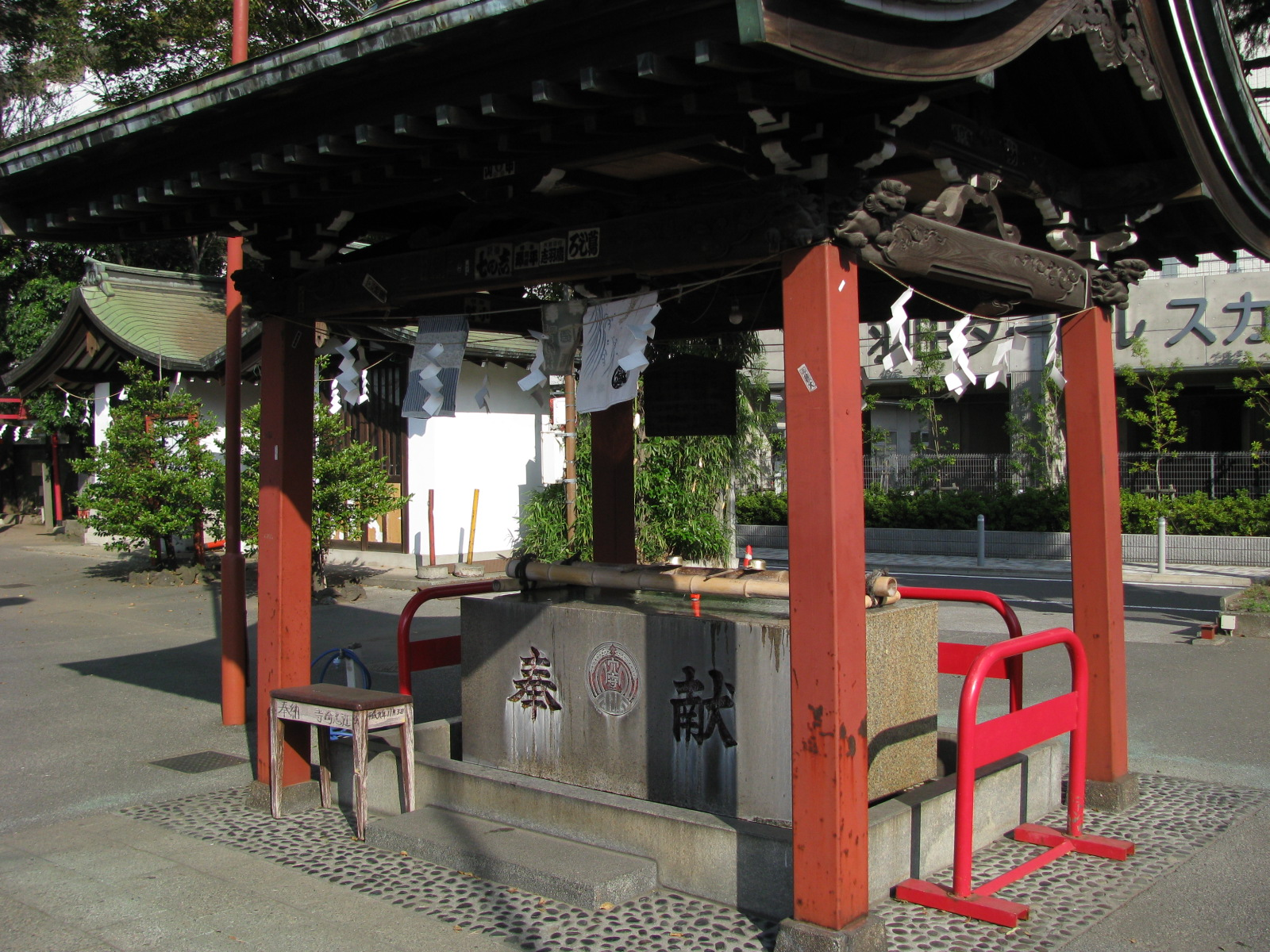
Un chōzuya.

Un chōzuya ou temizuya (手水舎) est un pavillon d'ablution destiné au rite de purification cérémoniel appelé temizu dans le shintoïsme.

## Description
Des bassins remplis d'eau (chōzubachi) sont utilisés par les fidèles pour se laver la main gauche, puis la main droite, la bouche et enfin la poignée de la louche utilisée appelée hishaku (柄杓) pour se purifier avant d'approcher le principal sanctuaire shinto ou shaden (社殿). Cette purification symbolique est habituelle avant le culte et tous les sanctuaires disposent de cette installation ainsi que de nombreux temples bouddhistes et quelques nouvelles maisons de culte. Elle est nommée o-harai (お祓い), et vise à se présenter devant le kami exempt de toute souillure (汚れ, kegare) ou plus généralement de tsumi (péchés). C'est une version simplifiée du misogi.
Le temizuya est généralement un espace ouvert où l'eau claire remplit un ou plusieurs bassins de pierre. Des sandales de bois sont généralement disponibles pour les fidèles.
À l'origine, cette purification se fait à une source, à un ruisseau ou au bord de mer, ce qui est encore considéré comme l'idéal. Les fidèles du sanctuaire intérieur d'Ise-jingū pratiquent encore ce mode traditionnel d'ablution.

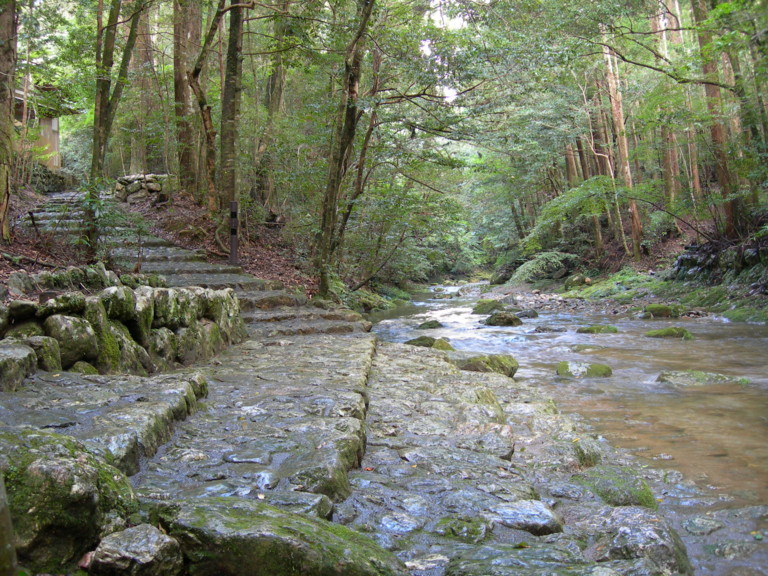
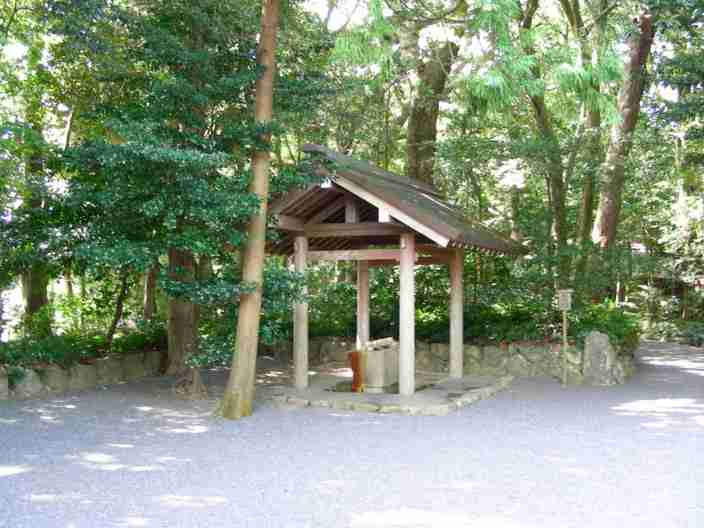
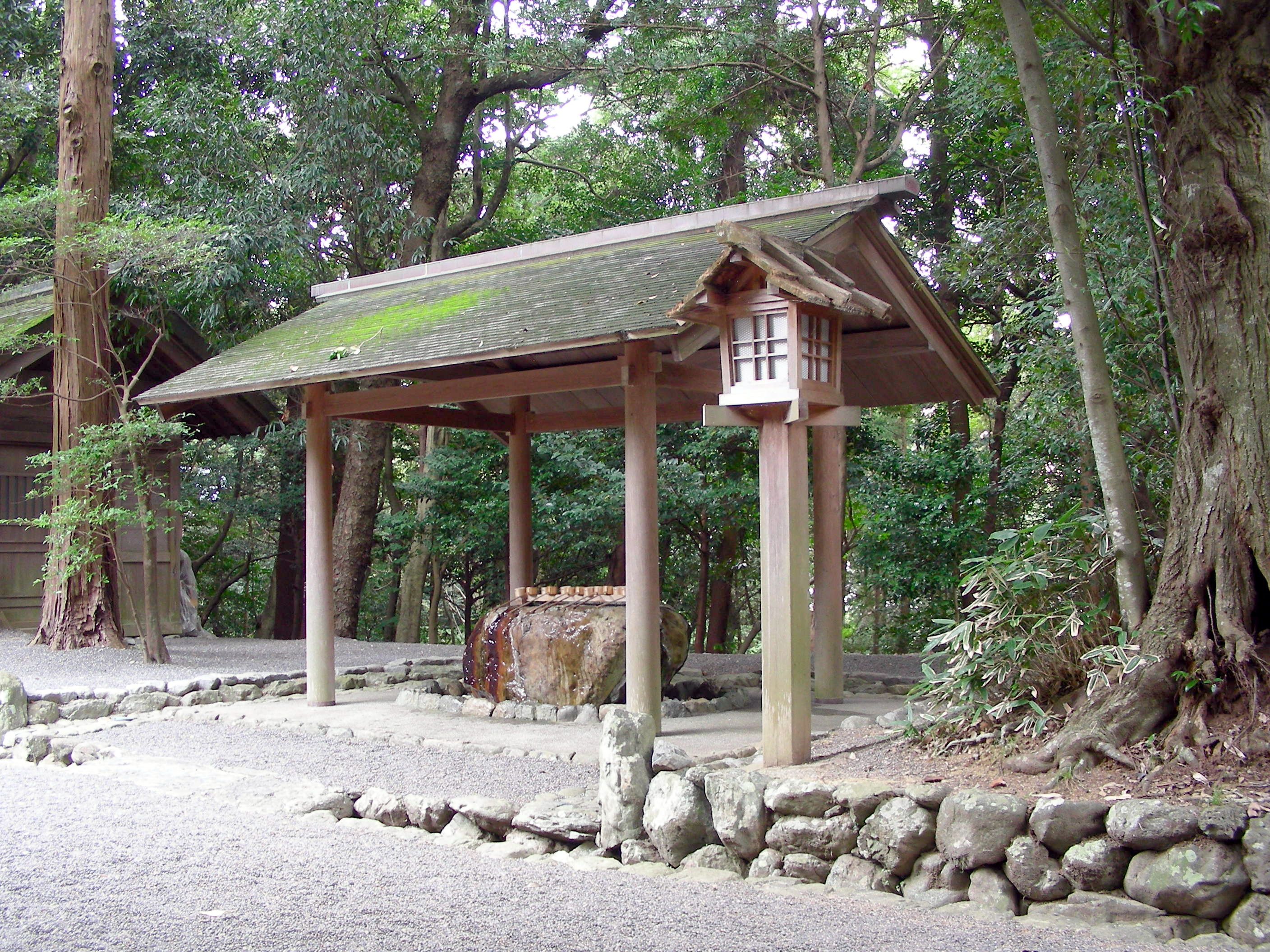
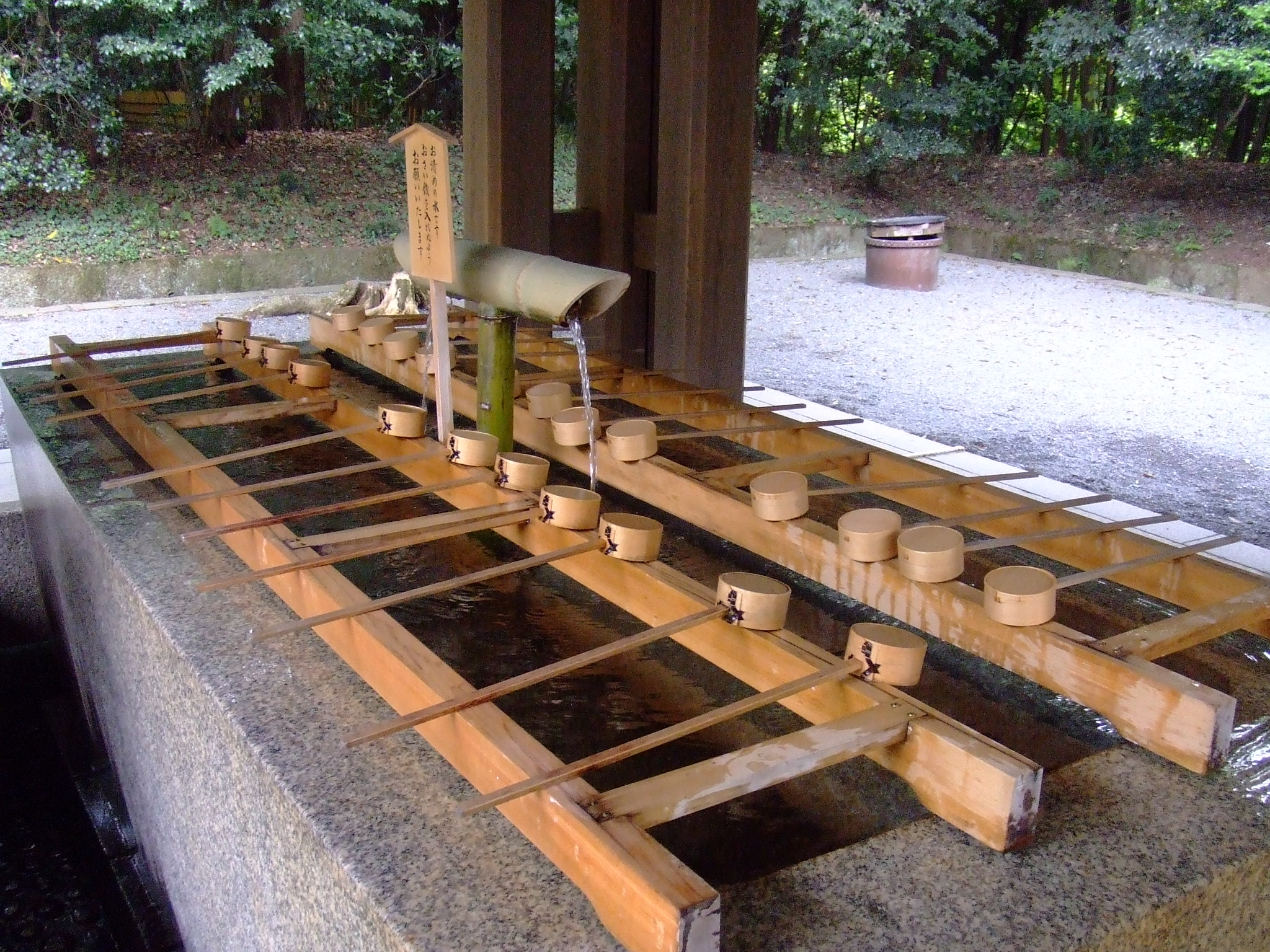
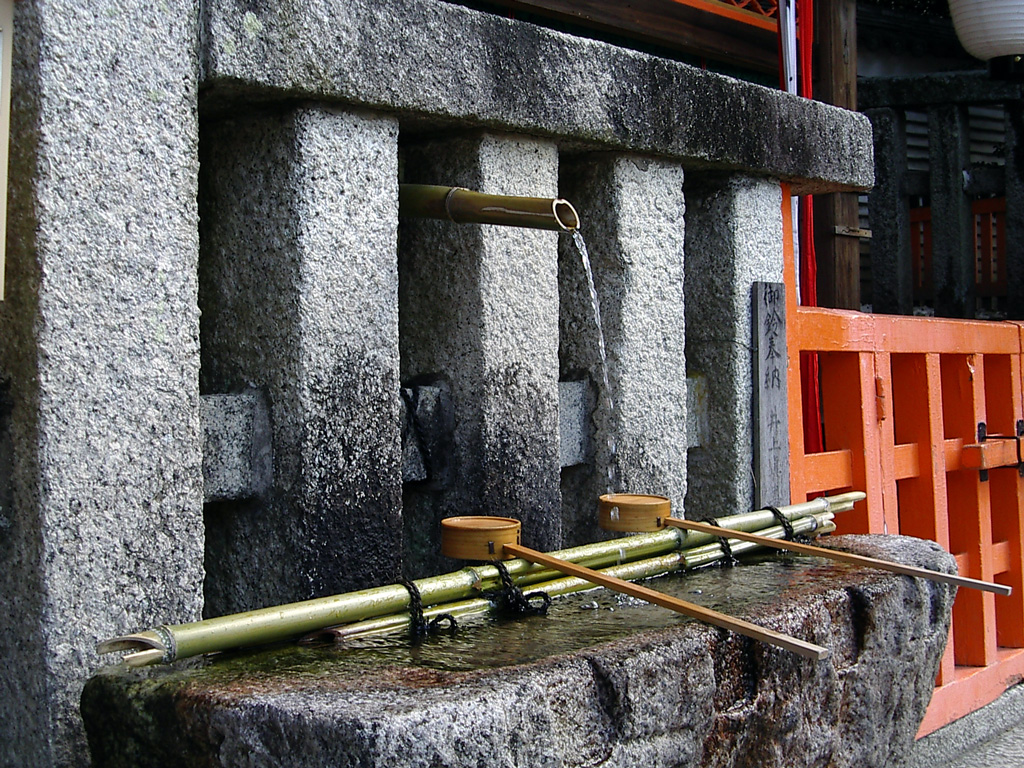
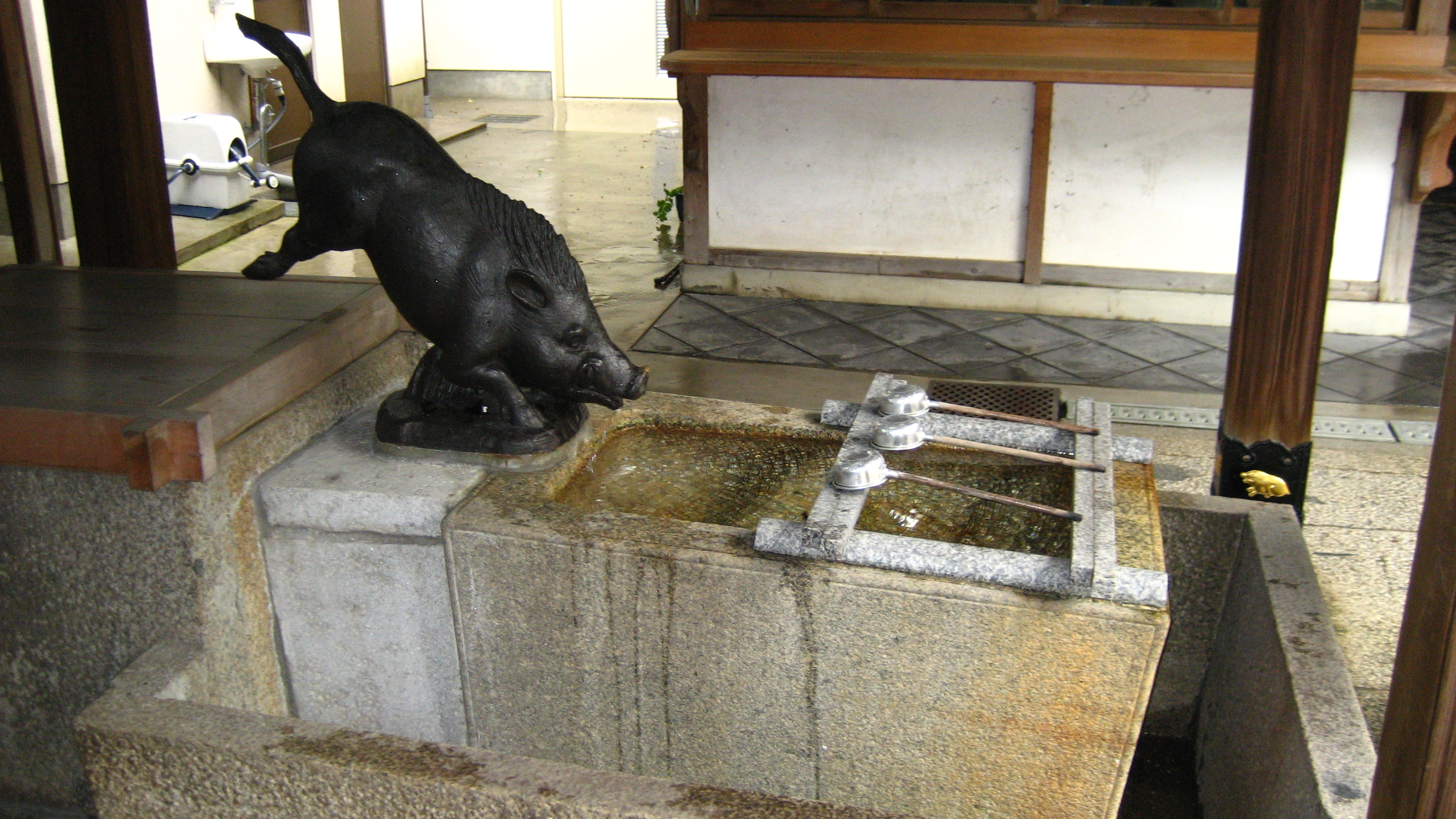
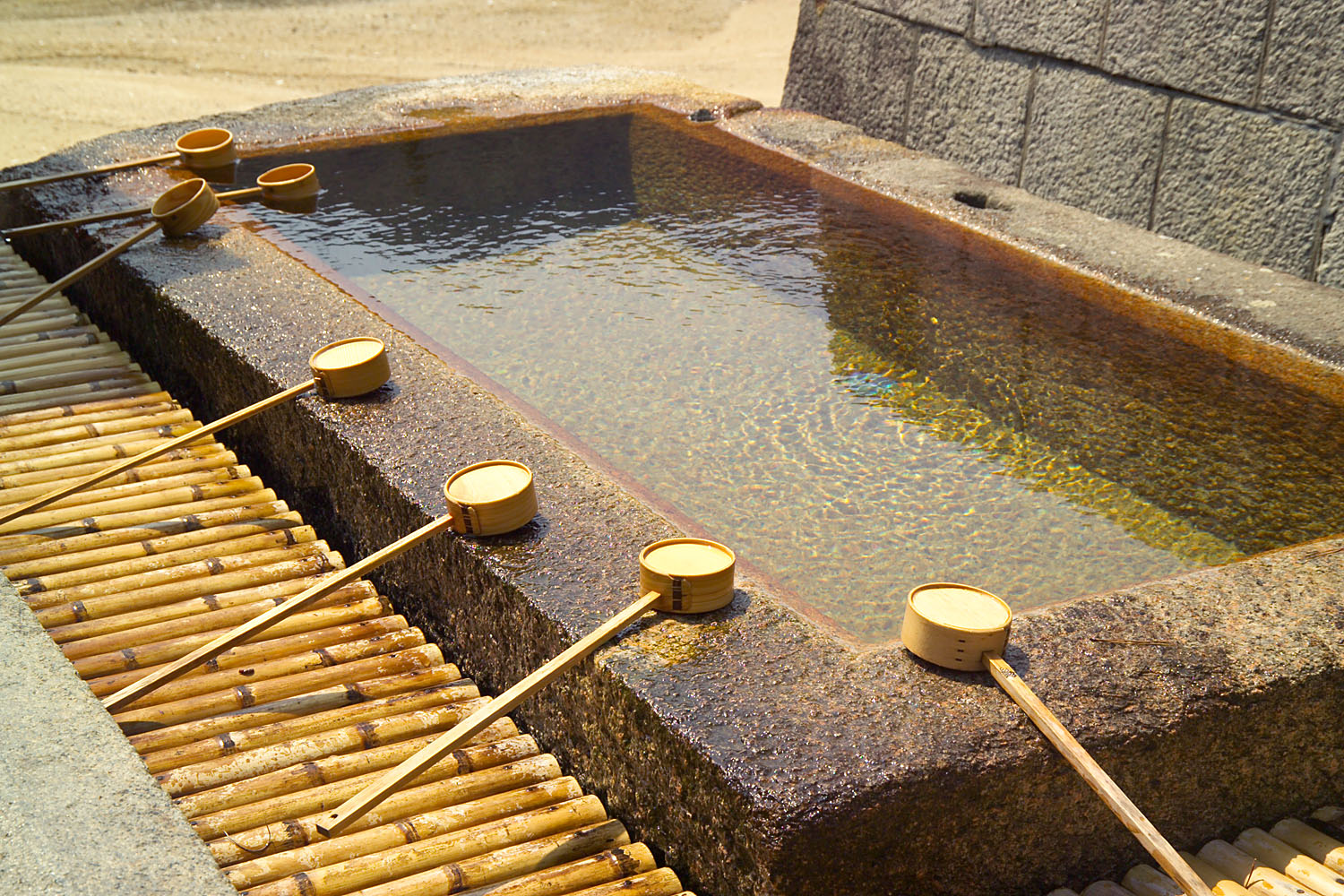
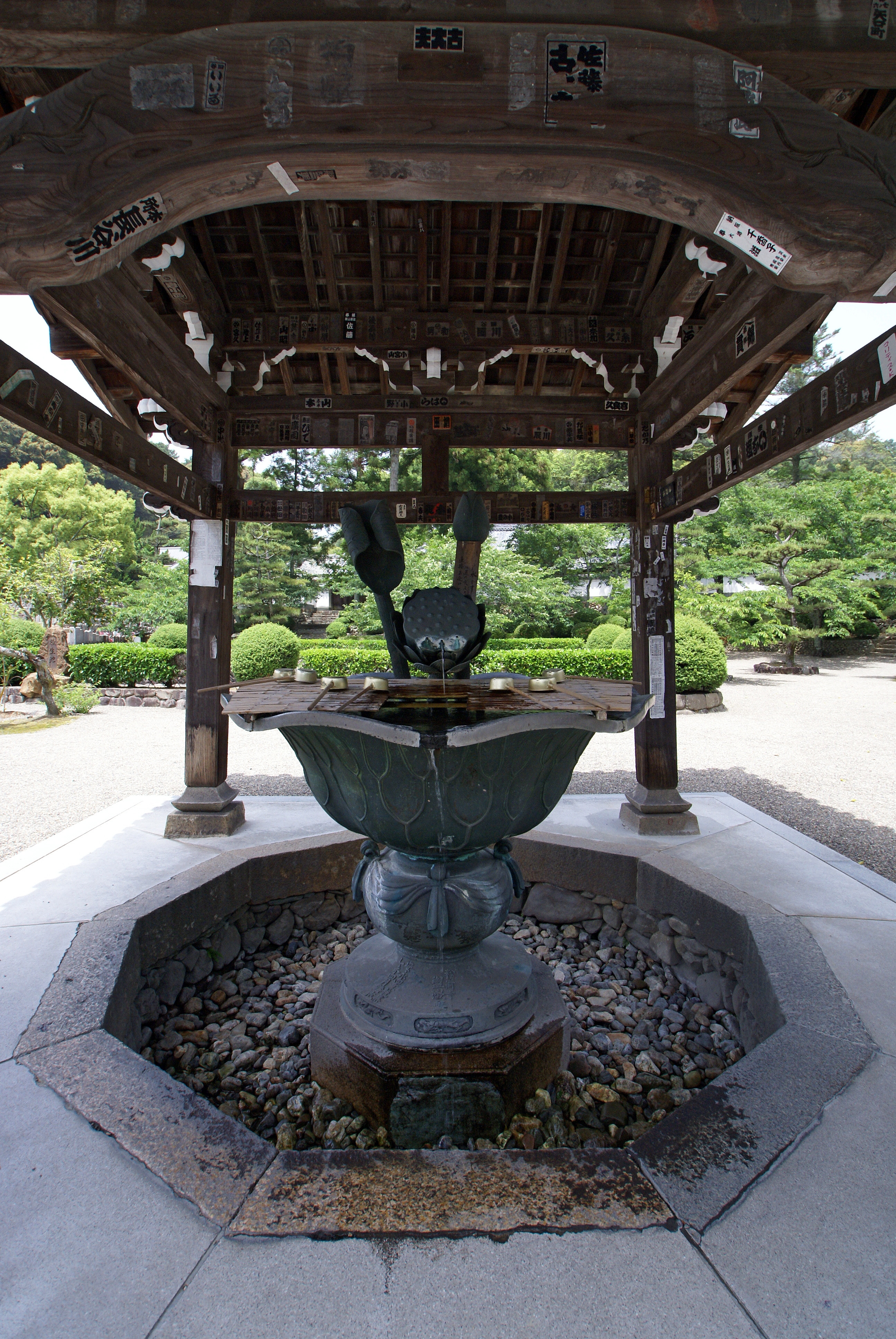
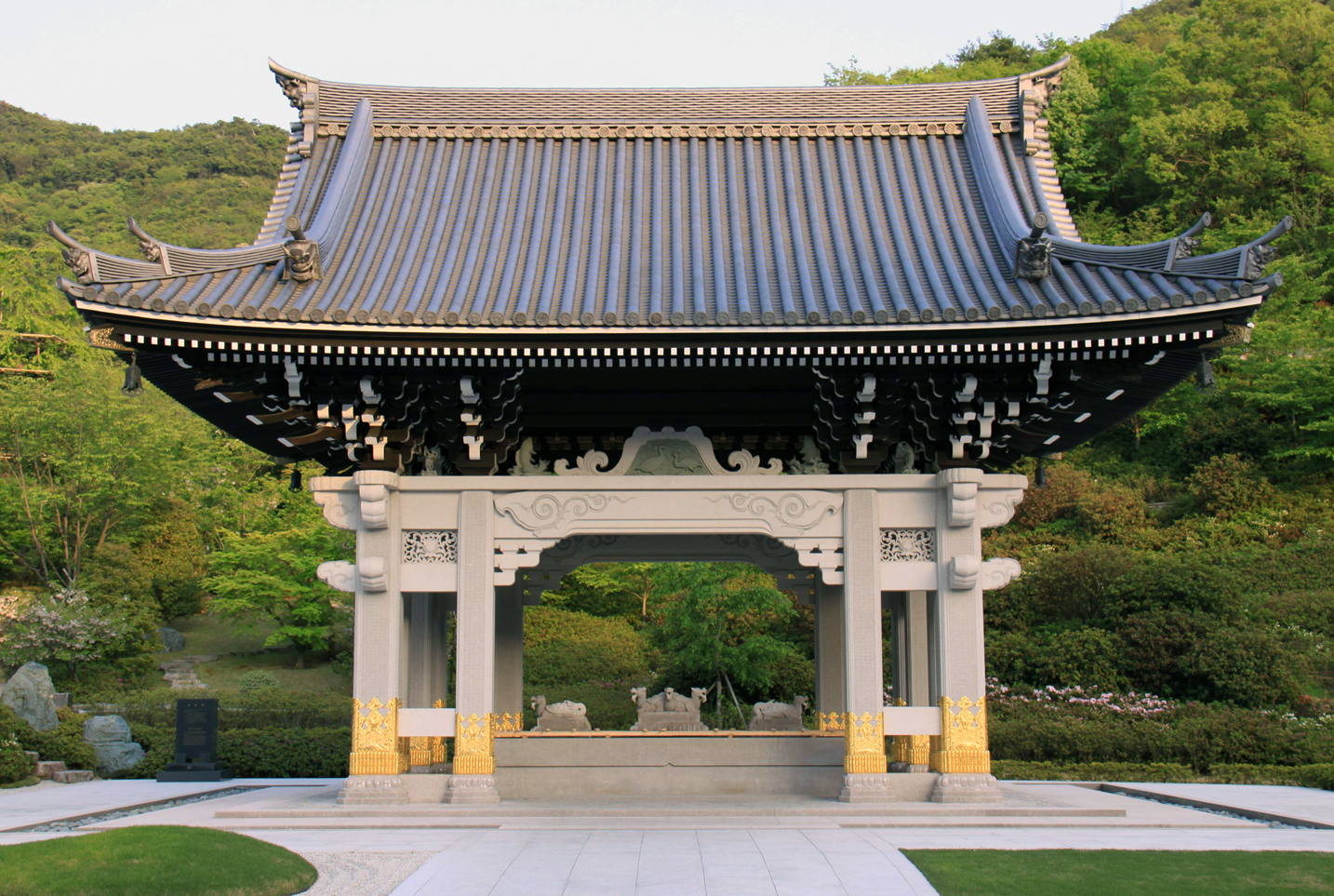